# Euphaedra jolyana
Euphaedra jolyana är en fjärilsart som beskrevs av Jacques Hecq 1986. Euphaedra jolyana ingår i släktet Euphaedra och familjen praktfjärilar. Inga underarter finns listade i Catalogue of Life.